# Mo'Nique
Monique Angela Imes (Woodlawn, Condado de Baltimore, Maryland; 11 de diciembre de 1967), conocida profesionalmente como Mo'Nique, es una actriz, comediante y presentadora de televisión ganadora del Premio Óscar.
Es uno de los cuatro hijos de Alice Imes y Steven Mo'Nique Imes Jr. se graduó de Milford Mill High School en el Condado de Baltimore.
Ella se inició en la comedia en el centro de Baltimore Comedy Factory Outlet, cuando su hermano Steve la desafió a realizar en una noche de micrófono abierto.
Actualmente es miembro de la Academia de Artes y Ciencias Cinematográficas.

## Carrera
Mo'Nique se convirtió en actriz cuando consiguió el papel de Nicole "Nikki" Parker en la comedia de televisión The Parkers (1999-2004). Durante este período, realizó numerosas apariciones en programas cómicos, como Showtime at the Apollo, Def Comedy Jam y Thank God You're Here, entre otros. En marzo de 2002 participó en la obra teatral The Vagina Monologues (Monólogos de la vagina) con gran acogida por parte del público y los críticos.

## Filmografía
| Año       | Película                           | Papel                 | Notas                                                               |
| --------- | ---------------------------------- | --------------------- | ------------------------------------------------------------------- |
| 1999-2000 | Moesha                             | Nicole "Nikki" Parker | TV, 3 episodios                                                     |
| 1999-2004 | The Parkers                        | Nicole "Nikki" Parker | TV, 111 episodios                                                   |
| 2000      | 3 Strikes                          | Dahlia                |                                                                     |
| 2001      | The Hughleys                       | Nicole "Nikki" Parker | TV, 1 episodio                                                      |
| 2001      | Baby Boy                           | Patrice               |                                                                     |
| 2001      | Two Can Play That Game             | Diedre                |                                                                     |
| 2002      | Half Past Dead                     | Chica de Twitch       |                                                                     |
| 2003      | Good Fences                        | Ruth Crisp            | Película para TV                                                    |
| 2004      | The Bernie Mac Show                | Lynette               | TV, 1 episode                                                       |
| 2004      | Soul Plane                         | Jamiqua               |                                                                     |
| 2004      | Hair Show                          | Peaches               |                                                                     |
| 2004      | Garfield: la película              | Rata                  | Escenas eliminadas                                                  |
| 2005      | Shadowboxer                        | Precious              |                                                                     |
| 2005      | Domino                             | Lateesha Rodriguez    |                                                                     |
| 2006      | Farce of the Penguins              | Vicky                 | Voz                                                                 |
| 2006      | Phat Girlz                         | Jazmin Biltmore       |                                                                     |
| 2006      | Beerfest                           | Cherry                |                                                                     |
| 2006      | Nip/Tuck                           | Evetta Washington     | TV, 1 episodio                                                      |
| 2007      | Flavor of Love Girls: Charm School | Anfitriona            | TV, 13 episodios                                                    |
| 2007      | The Boondocks                      | Jamiqua (Voz)         | TV, 1 episodio                                                      |
|           | Ugly Betty                         | L'Amanda              | TV, 1 episodio                                                      |
| 2008      | Welcome Home Roscoe Jenkins        | Betty                 |                                                                     |
| 2008      | Steppin: The Movie                 | Aunt Carla            |                                                                     |
| 2009      | Precious                           | Mary Lee Johnston     |                                                                     |
| 2009      | The Mo'Nique Show                  | Ella misma            |                                                                     |
| 2014      | Blackbird                          | Claire Rousseau       |                                                                     |
| 2014      | About                              | Barbara               |                                                                     |
| 2016      | Casi Navidad                       | Tía May               | Nominada Mejor Actriz de Reparto en los NAACP Image Awards de 2017. |

## Premios y distinciones
Premios Óscar
| Año  | Categoría               | Película | Resultado |
| ---- | ----------------------- | -------- | --------- |
| 2010 | Mejor Actriz de Reparto | Precious | Ganadora  |

Premios BAFTA
| Año  | Categoría               | Película | Resultado |
| ---- | ----------------------- | -------- | --------- |
| 2009 | Mejor Actriz de Reparto | Precious | Ganadora  |

Premios Globo de Oro
| Año  | Categoría               | Película | Resultado |
| ---- | ----------------------- | -------- | --------- |
| 2009 | Mejor Actriz de Reparto | Precious | Ganadora  |

Premios del Sindicato de Actores
| Año  | Categoría               | Película | Resultado |
| ---- | ----------------------- | -------- | --------- |
| 2009 | Mejor Reparto           | Precious | Nominada  |
| 2009 | Mejor Actriz de Reparto | Precious | Ganadora  |